# Patrick Charnay
Patrick Charnay, né le 3 février 1954, est un chercheur biologiste français. Directeur de recherche émérite à l’Inserm, il travaille et enseigne en génétique moléculaire et biologie du développement à l’École normale supérieure (ENS) à Paris.

## Biographie
Patrick Charnay est ancien élève de l’École Polytechnique (promotion 73). Dès sa sortie de l’École, il s’oriente vers la biologie fondamentale et s’engage dans une thèse de sciences dans le laboratoire de Pierre Tiollais à l’Institut Pasteur. Il y participera en particulier au clonage et au séquençage du génome du virus de l’hépatite B, ainsi qu’à l’obtention de la synthèse de l’antigène de surface dans la bactérie. Ces travaux ont ouvert la voie au développement d’un vaccin sûr et efficace contre la maladie. Patrick Charnay est recruté à l’Inserm en 1980. Après l’obtention de son doctorat d’État en 1981, il effectue un stage postdoctoral dans le laboratoire de Tom Maniatis à l’université Harvard (Cambridge, États-Unis), où il étudiera les bases moléculaires de la régulation de l’expression des gènes globine. En 1984, il rejoint le Laboratoire Européen de Biologie Moléculaire (EMBL) à Heidelberg (Allemagne) comme chef de groupe et s’oriente vers l’étude de facteurs de transcription jouant un rôle décisif dans la mise en place du système nerveux au cours du développement. Depuis 1989, il travaille dans le Département de Biologie de l’ENS, où il poursuit l’étude de gènes jouant un rôle important dans le développement du système nerveux ou de son fonctionnement, et de leur régulation. À l’ENS, Patrick Charnay a été Directeur d’une Unité Inserm (1993-2005), Directeur du Département de Biologie (2000-2001 et 2016-2017) et Professeur de Biologie (2013-2018). Il a également enseigné à l’École Polytechnique (1997-2010).
Patrick Charnay est membre de l’EMBO depuis 1995, de l’Academia Europaea depuis 1998 et de l’Académie des Sciences depuis 2004,,. Au cours de sa carrière, il a participé à (ou présidé) de très nombreux comité scientifiques.

## Apports scientifiques
Patrick Charnay a centré ses recherches, pendant la plus grande partie de sa carrière, sur les mécanismes de régulation génétique contrôlant le développement et le fonctionnement du système nerveux, central et périphérique, des vertébrés. Principales contributions scientifiques :
- Clonage et séquençage du génome du virus de l’hépatite B et production de l’antigène de surface (HBs) dans la bactérie[5],[6],[7].
- Bases de la régulation de l’expression des gènes alpha- et beta-globine humains[8],[9].
- Découverte d’une famille de gènes de vertébrés codant des facteurs de transcription à doigts à zinc, dont l’un, Krox20, est exprimé dans deux territoires alternés d’une structure embryonnaire segmentée, le cerveau postérieur ou rhombencéphale, qui va donner naissance au bulbe rachidien, au pont et au cervelet[10],[11].
- Décryptage des bases structurelles permettant la discrimination entre les nucléotides de l’ADN par les doigts à zinc[12].
- Découverte de membres de la famille Eph de récepteurs tyrosine kinase impliqués dans la segmentation du rhombencéphale[13].
- Rôle essentiel de Krox20 dans le processus de segmentation du rhombencéphale et en particulier dans la spécification de l’identité des segments, via le contrôle de l’expression de différents gènes Hox[14],[15],[16].
- Implication décisive de Krox20 dans le contrôle de la formation et du maintien de la myéline périphérique[17],[18].
- Rôle de Krox20 dans les réseaux neuronaux rythmogéniques du pont[19].
- Rôle du gène Krox24/Egr-1 dans les fonctions de l’hypophyse et de l’ovaire[20].
- Implication du gène Krox24 dans la mise en place de la LTP tardive et la consolidation de la mémoire à long terme[21].
- Rôle des cellules des capsules frontières comme barrière entre système nerveux central et périphérique et comme progéniteurs de cellules neuronales et gliales du système nerveux périphérique[22],[23],[24].
- Décryptage du réseau génétique gouvernant l’expression de Krox20 et son implication dans la segmentation du rhombencéphale[25],[26],[27],[28],[29].
- Développement d’un modèle murin reproduisant tous les aspects de la Neurofibromatose de type I[30].

## Prix et distinctions
- 1988 : Prix de Paris de la Ligue nationale contre le cancer.[réf. nécessaire]
- 1995 : Membre de l’European Molecular Biology Organisation (EMBO)[réf. nécessaire]
- 1998 : Membre de l’Academia Europaea
- 2004 : Membre de l’Académie des Sciences[2]
- 2005 : Chevalier dans l’Ordre des Palmes académiques[réf. nécessaire]